# Pontificalis Romani

Wappen von Papst Paul VI.

Die Apostolische Konstitution Pontificalis Romani von Papst Paul VI. datiert vom 18. Juni 1968 und ist die Approbation der liturgischen Ordnung für die Weihe des Diakons, Priesters und Bischofs. Nach dem Zweiten Vatikanischen Konzil wurden auf der Grundlage der Konstitution über die heilige Liturgie (4. Dezember 1963)  Sacrosanctum Concilium und der Dogmatischen Konstitution über die Kirche (21. November 1964) Lumen gentium,  neben den Veränderungen der Riten der übrigen Sakramente, auch die Riten für die Weihen geändert. Von nun an sollten diese neue liturgische Anordnungen bei der Feier der Weihen verwendet werden. Mit einem gesonderten Dekret der Kongregation für den Gottesdienst und die Sakramentenordnung vom 15. August 1968 wurde festgelegt, dass ab dem 6. April 1969 die Regelung des Römischen Pontifikale nicht mehr angewendet durfte und an deren Stelle, eben von diesem Tag an, nur noch die neue liturgische Ordnung zu verwenden sei.